# 克羅爾冰川
72°29′S 167°18′E / 72.483°S 167.300°E
克羅爾冰川（英語：Croll Glacier）是南極洲的冰川，位於維多利亞地的博克格雷溫克海岸，處於勝利山脈地區，流經漢德勒嶺北面，最終注入特拉法爾加冰川，以新西蘭的探險隊命名，現時由南極條約體系管理。